# Großenhainer Straße (Dresden)
Die Großenhainer Straße  ist eine wichtige Straße durch den Dresdner Nordwesten.

## Geschichte

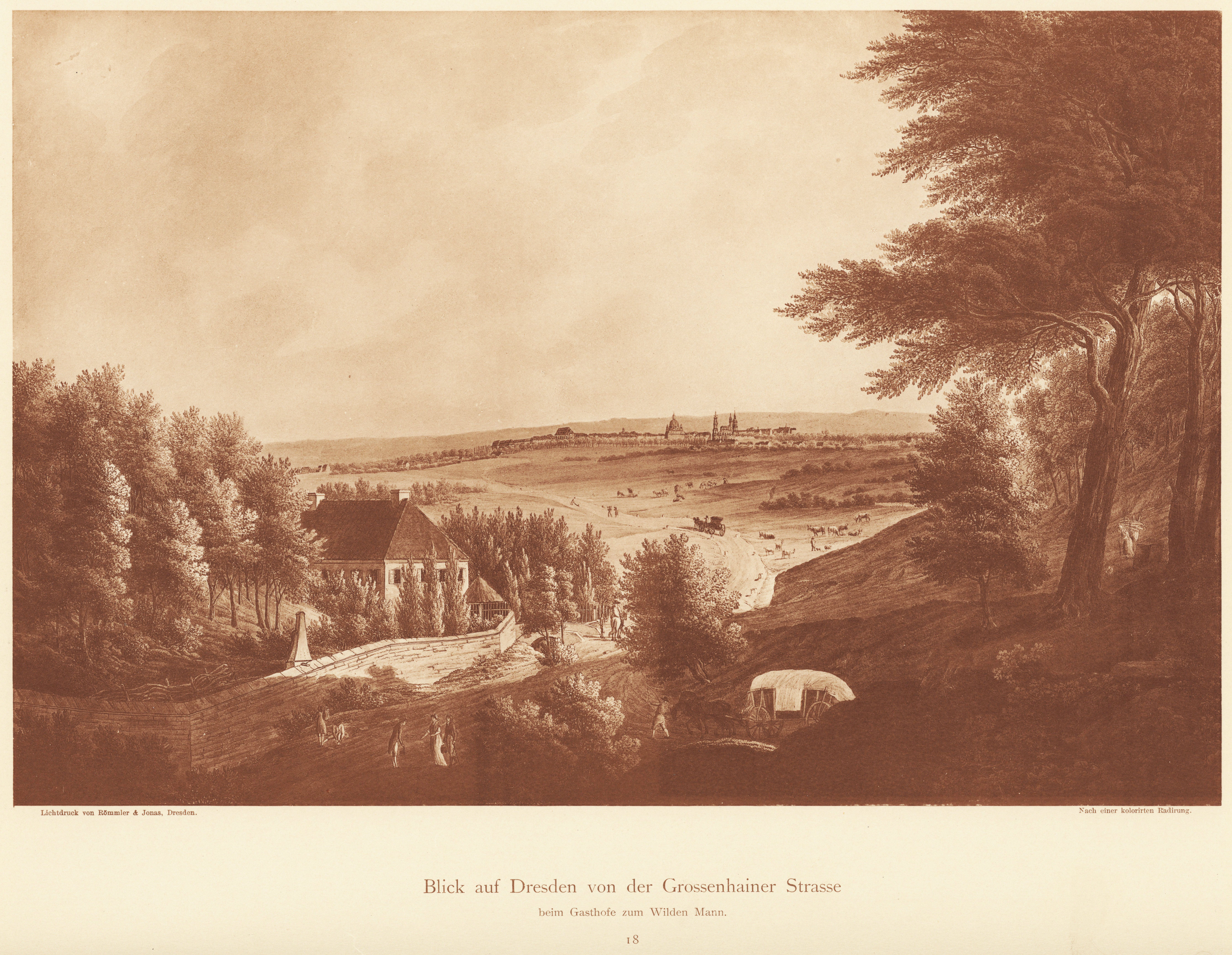
Blick auf Dresden von der Grossenhainer Strasse beim Gasthof zum Wilden Mann (Anfang des 19. Jh.)

Die ursprünglich als „Haynische Straße“ bekannte Verbindung nahm ihren Ausgangspunkt am Palaisplatz (heute Leipziger Tor) und führte über Pieschen und Trachau nach Großenhain. Die Straße erfüllte auch eine Aufgabe als Poststraße. Daher errichtete man um 1700 verschiedene Postmeilensteine, so am Trachenberger Platz und Ecke Radeburger/Hansastraße. Ab 1800 wurde die Verbindung auch „Moritzburger Chaussee“ oder „Berliner Straße“ genannt. 1850 erhielt die Straße den Namen „Großenhainer Straße“.

## Verlauf
Sie nimmt heute ihren Ausgangspunkt am Neustädter Bahnhof bzw. an der Hansastraße in der Leipziger Vorstadt Dresdens, verläuft bis Pieschen nahezu parallel zur Bahnstrecke Dresden-Pieschen–Dresden-Neustadt (der ursprünglichen Streckenführung der Leipzig-Dresdner Bahn), unterquert die heutige Bahnstrecke Leipzig–Dresden, führt weiter zur Autobahnanschlussstelle Dresden-Wilder Mann und mündet in die Moritzburger Landstraße. Sie kreuzt dabei die Conradstraße, Erfurter Straße, Kunzstraße, Harkortstraße, Riesaer Straße, Coswiger Straße, Heidestraße, Trachenberger Straße und Barbarastraße.

## Verkehr
Die Großenhainer Straße ist ein Teil der Staatsstraße 179 und führt zur Autobahnanschlussstelle „Wilder Mann“. Der Teil zwischen der Autobahnanschlussstelle „Wilder Mann“ und der Schützenhofstraße/Döbelner Straße wurde 2009/10 für 869.600 Euro saniert. Zwischen Mai 2021 und Juni 2023 wurde die Großenhainer Straße in mehreren Bauabschnitten zwischen Riesaer Straße und Conradstraße grundhaft erneuert. Im Jahr 2025 soll der verbleibende Abschnitt zwischen Riesaer Straße und Trachenberger Platz folgen.
Seit 1891 fährt eine Straßenbahn (aktuell Linie 3) über die Großenhainer Straße zum Betriebshof Trachenberge und zum Wilden Mann.

## Bebauung

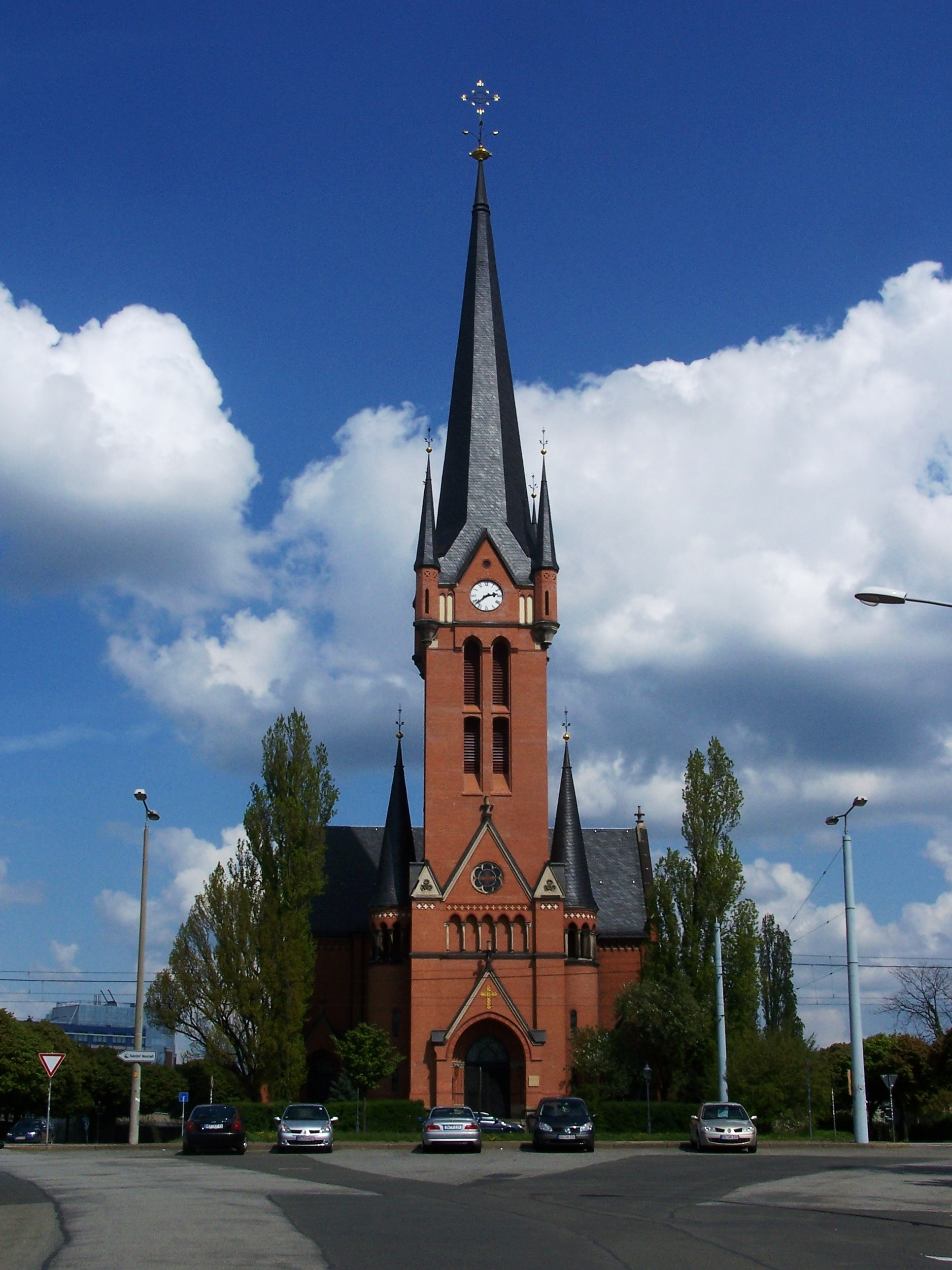
St. Petri-Kirche auf dem Großenhainer Platz an der Großenhainer Straße

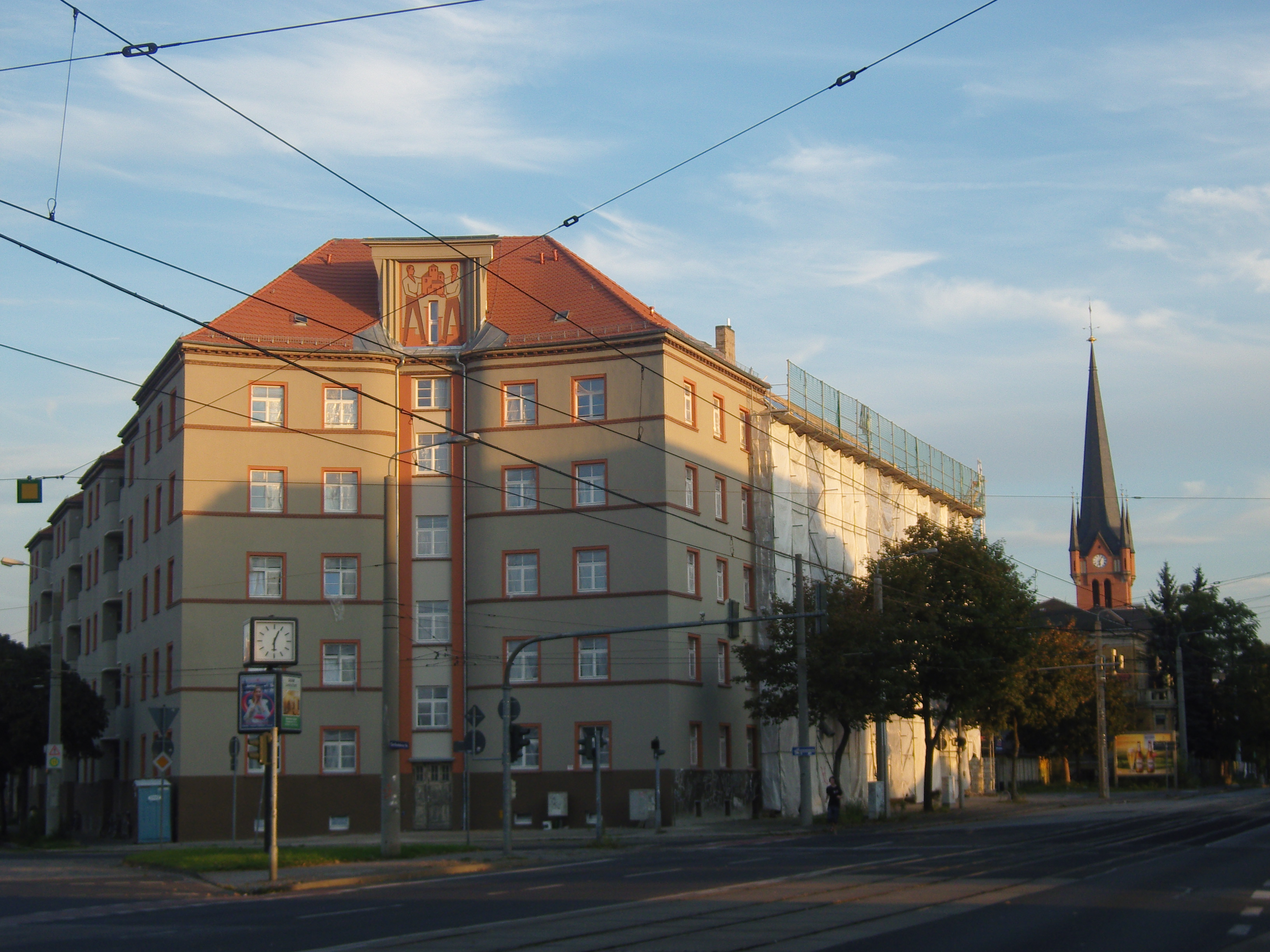
Wohnanlage Großenhainer Straße/Fritz-Reuter-Straße

### Südseite
An der Südseite der Straße, in Richtung der alten Leipzig-Dresdner Bahnlinie, siedelten schon seit 1840 verschiedene Unternehmen an, wobei die Fabrikhalle an der Großenhainer Straße 99 denkmalgeschützt ist.
- Nähmaschinenfabrik Clemens Müller
- Zigarrenfabrik Bürckner & Siebmann
- Kammgarnspinnerei Creuznach
- Maschinenfabriken Jahn & Beyer
- Schilling & Co.
- Blechwarenfabrik Mayer & Co.
- Farbenfabrik Pillnay
- Chemischen Fabriken Arlt & Borkowski
- Hubert und Böhme
- Schriftguß Gebrüder Butter
- Schokoladenfabrik Jentzsch
- Likörfabrik Woldemar & Schmidt

### Nordseite
Die ersten Wohnhäuser wurde an der Nordseite der Straße ab 1890 gebaut und sind denkmalgeschützt.
- Nr. 32 (Geschäftslokal der Ortskrankenkasse zu Dresden): Das dreigeschossige, denkmalgeschützte Wohn- und Geschäftshaus wurde 1902 als Geschäftslokal der Ortskrankenkasse zu Dresden erbaut. Die Fassade ist symmetrisch angelegt mit einem dominanten Mittelrisalit und zurückhaltenden Seitenrisaliten. Der Mittelrisalit zeigt als oberen Abschluss einen gewellten Schweifgiebel, wobei die Seitenrisalite niedrigere, abgerundete Giebel aufzeigen. Jugendstilformen sind an der voluminösen Balkonbrüstung zu sehen.[3] Das Gebäude wird vom Jehmlich Orgelbau Dresden genutzt.

- Nr. 133/135: Das denkmalgeschützte, dreigeschossige Doppelwohnhaus wurde um 1902 als Backsteinbau errichtet, wobei Sandstein als Baumaterial im Sockelbereich, in den Risaliten und Fenstergewänden verwendet wurde. Der bauplastische Schmuck zeigt teilweise Jugendstilformen.[4]

- Nr. 148 (Villa für Gummiwarenfabrikanten): Die denkmalgeschützte Fabrikantenvilla wurde 1900 nach dem Vorbild altrussischer Wohnhäuser als kleines, hölzernes Wohnhaus eines Fabrikanten errichtet. Dieser betrieb in der unmittelbaren Nachbarschaft seine Gummiwarenfabrik.[5]

- Nr. 203 (Villa für Gustav Emil Wehner): Das denkmalgeschützte Eckhaus wurde 1902/03 nach Plänen von Otto Foerster für Gustav Emil Wehner mit Anklängen an den Jugendstil erbaut.[6]

- Nr. 219 (Rudolf-Harbig-Haus): Hier wohnte in den 1930er Jahren der mehrfache Welt- und Europameister Rudolf Harbig, der als „Wunderläufer“ zu den bekanntesten Leichtathleten seiner Zeit gehörte.[1]

- Nr. 241 (Villa): Die denkmalgeschützte, zweigeschossige Villa mit dominantem Eckturm wurde 1885 im Stil der italienischen Renaissance erbaut.[1]

## Nebenstraßen

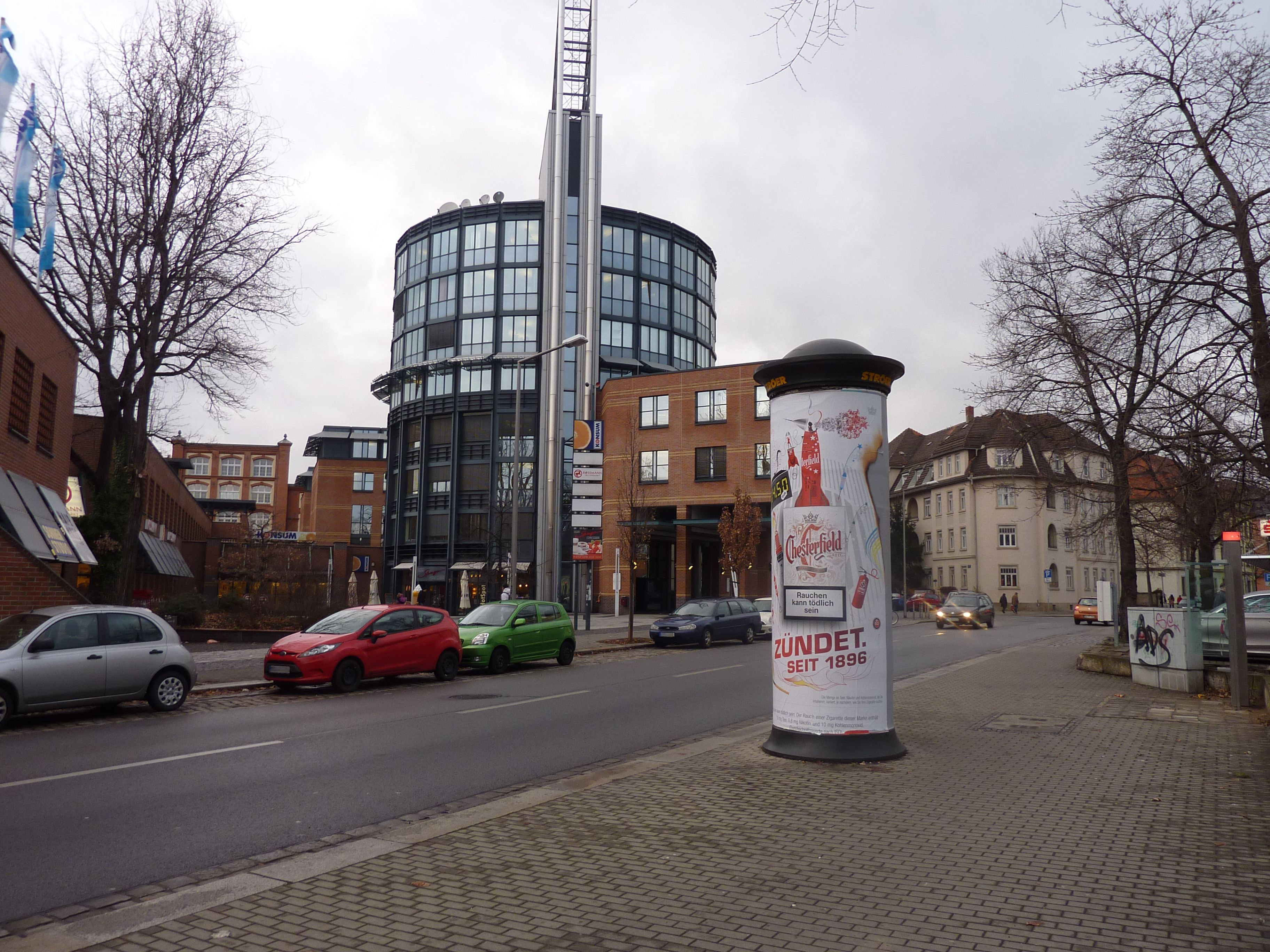
Bürogebäude Riesaer Straße 5

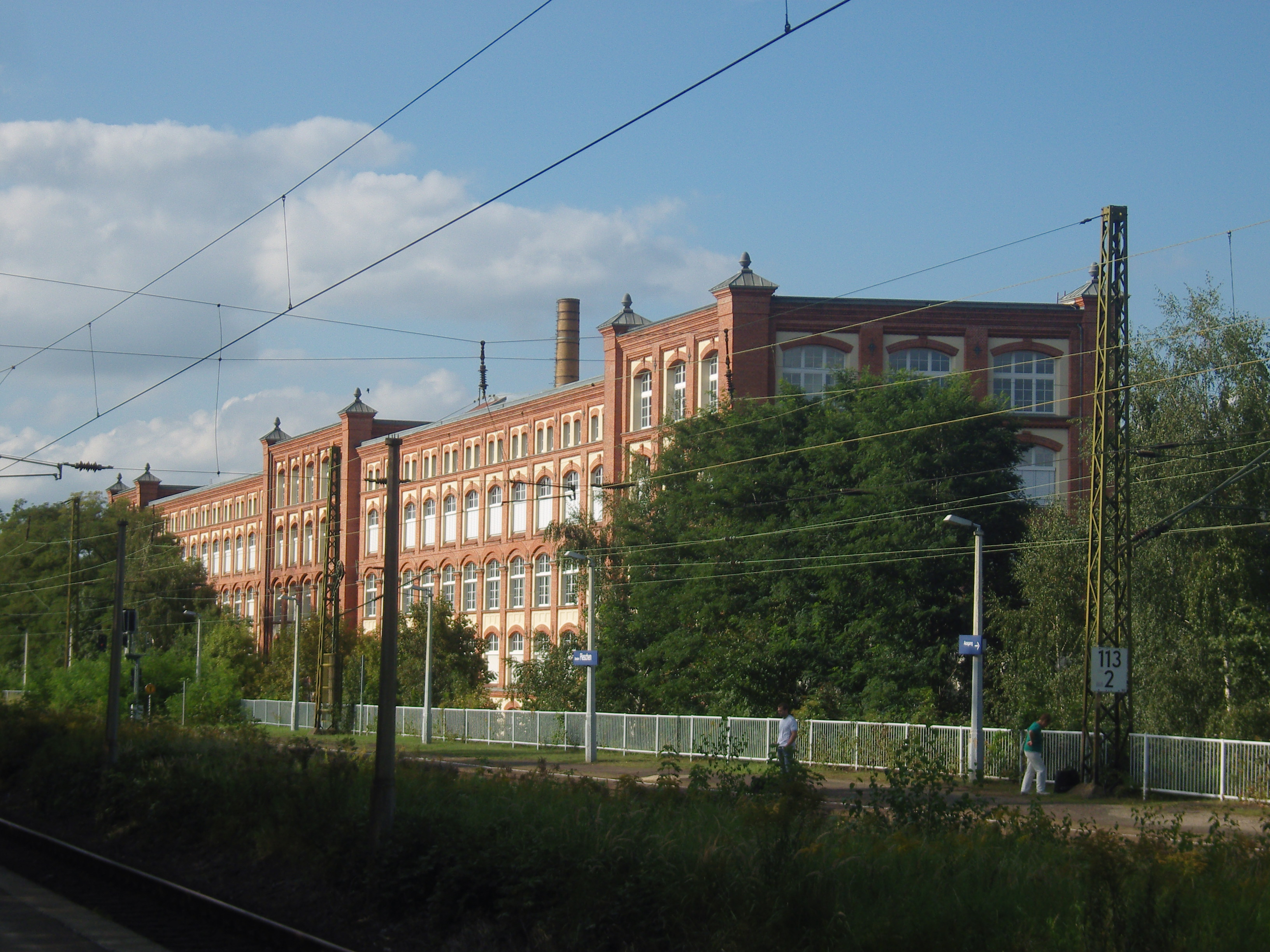
Rückwärtige Fassade der Gebäude der Eschebachschen Werke in der Riesaer Straße 7 an der Bahnstrecke Leipzig–Dresden

### Riesaer Straße
Die nach der Stadt Riesa benannte Straße wurde Ende des 19. Jahrhunderts im Zuge der Industrialisierung Pieschens angelegt und verbindet die Großenhainer Straße mit dem S-Bahnhof Dresden-Pieschen am Leisinger Platz.
Die Riesaer Straße nimmt dabei ihren Ausgangspunkt an der Kreuzung Großenhainer Straße/Röderauer Straße. Die an der Riesaer Straße befindlichen Gebäude Nr. 12, 14, 16, 18, 20, 22, 26, 28, 30, 32 (Goehle-Werk), 40, 42, 44, 46, 48, 54, 56, 58, 66 und 68 sind denkmalgeschützt.
- Nr. 5: Zwischen Bahndamm, Wohnbebauung und den ehemaligen Eschebachschen Werken befand sich auf einem Areal von 8500 Quadratmetern Größe die alte Malzfabrik, die jedoch 1991 abgebrochen wurde. An seiner Stelle entstand 1993 der Gewerbehof Riesaer Straße nach Entwürfen der Architekten HPP Hentrich-Petschnigg & Partner KG. Bauherr war der Gewerbehof Riesaer Straße KGHP Frankfurt. Der am Bahndamm befindliche südwestliche Flügel ist zweigeschossig und wird als Parkhaus verwendet. Der nordöstliche Flügel an der Riesaer Straße hat eine viergeschossige mit Backstein verkleidete Lochfassade mit gläsernem Staffelgeschoss und endet in einem spitzwinkligen Keil mit achtgeschossigen, markanten Rundbau an der Ecke. Auf dem Büroturm befindet sich ein in die Höhe strebendes Fachwerkdreieck, der auf Fernwirkung aus berechnet ist.[8]

- Nr. 7: Hier steht das denkmalgeschützte Gebäude des Sozialrathauses Riesaer Straße. Es entstand aus einem umfunktionierten Bau der Eschenbachschen Werke. Der Gebäudekomplex bestehend aus vier Flügeln wurde 1890 als viergeschossiger Klinkerbau mit großem Stichbogenfenster errichtet. Das Erdgeschoss wurde als Sockelgeschoss behandelt, das nicht gestaltet wurde. Die Obergeschosse zeigen turmartige Eck- und Mittelrisalite. Deren Fassaden sind abwechselnd hell verputzt oder mit rotem Backstein versehen worden. Ein Hauptportal zeigt einen geschweiften Giebel mit Stuckornamenten.[9]